# ثمنون (المهرة)

تعديل مصدري - تعديل

ثمنون هي إحدى قرى مديرية المسيلة التابعة لمحافظة المهرة، بلغ تعداد سكانها 358 نسمة حسب تعداد اليمن لعام 2004.